# Episodi di The Wayans Bros. (prima stagione)
La prima stagione della serie televisiva The Wayans Bros. è stata trasmessa in anteprima negli Stati Uniti d'America dalla The WB Television Network tra l'11 gennaio 1995 e il 24 maggio 1995.
| nº | Titolo originale                         | Titolo italiano | Prima TV USA     | Prima TV Italia |
| -- | ---------------------------------------- | --------------- | ---------------- | --------------- |
| 1  | Goop-Hair-It-Is                          |                 | 11 gennaio 1995  |                 |
| 2  | First Class                              |                 | 18 gennaio 1995  |                 |
| 3  | I'm Too Sexy for My Brother              |                 | 25 gennaio 1995  |                 |
| 4  | Free Wally                               |                 | 1º febbraio 1995 |                 |
| 5  | My Fair Marlon                           |                 | 8 febbraio 1995  |                 |
| 6  | Pops Moves In                            |                 | 15 febbraio 1995 |                 |
| 7  | Afro Cab                                 |                 | 22 febbraio 1995 |                 |
| 8  | The Shawn-Shank Redemption               |                 | 1º marzo 1995    |                 |
| 9  | ER                                       |                 | 15 marzo 1995    |                 |
| 10 | The Poppa-Cabana                         |                 | 22 marzo 1995    |                 |
| 11 | It's Shawn! It's Marlon! It's Superboys! |                 | 3 maggio 1995    |                 |
| 12 | Pulp Marion                              |                 | 10 maggio 1995   |                 |
| 13 | Brazilla vs. Rodney                      |                 | 24 maggio 1995   |                 |